# 2009-es magyar atlétikai bajnokság
A 2009-es magyar atlétikai bajnokság a 114. bajnokság volt.

## Helyszínek
- téli dobóbajnokság: március 1., Veszprém
- mezeifutás: március 21., Csákvár
- férfi 50 km-es gyaloglás: március 28., Gyűgy
- félmaraton: április 4. Szerencs
- 20 km-es gyaloglás: április 19., Békéscsaba
- 10 000 m: május 9., Tiszaújváros
- pályabajnokság: augusztus 1–2., Budapest
- többpróba: szeptember 12–13., Budapest
- maraton: október 4., Budapest

## Eredmények

### Férfiak
| Versenyszám             | Arany                                                                   | Arany    | Ezüst                                                                | Ezüst                            | Bronz                                                          | Bronz                            |
| ----------------------- | ----------------------------------------------------------------------- | -------- | -------------------------------------------------------------------- | -------------------------------- | -------------------------------------------------------------- | -------------------------------- |
| 100 m                   | Miklós Péter Bp. Honvéd                                                 | 10,71    | Németh Roland Ferencvárosi TC                                        | 10,80                            | Resán Gergely NYVSC-Nyírsuli                                   | 10,89                            |
| 200 m                   | Baji Balázs Békéscsabai AC                                              | 21,81    | Pásztor Gábor Ferencvárosi TC                                        | 21,84                            | Resán Gergely NYVSC-Nyírsuli                                   | 22,08                            |
| 400 m                   | Kovács Zoltán Mohácsi TE                                                | 46,86    | Takács Dávid VEDAC                                                   | 47,11                            | Molnár Balázs Alba Regia AK                                    | 47,53                            |
| 800 m                   | Kazi Tamás Debreceni SC-SI                                              | 1:46,62  | Takács Dávid VEDAC                                                   | 1:47,6                           | Szemeti Péter Újpesti TE                                       | 1:48,14                          |
| 1500 m                  | Kazi Tamás Debreceni SC-SI                                              | 3:51,32  | Szemeti Péter Újpesti TE                                             | 3:51,77                          | Kállay Dániel VEDAC                                            | 3:52,78                          |
| 5000 m                  | Tóth László Pécsi FK                                                    | 14:38,90 | Kovács Tamás VEDAC                                                   | 14:50,41                         | Csillag Balázs AC Szekszárd                                    | 14:58,58                         |
| 10 000 m                | Minczér Albert VEDAC                                                    | 30:00,80 | Tóth Tamás MICRO SC                                                  | 30:39,65                         | Kovács Ádám MISI SC                                            | 30:42,18                         |
| 110 m gát               | Kiss Dániel Ikarus BSE                                                  | 13,58    | Baji Balázs Békéscsabai AC                                           | 14,06                            | Palágyi Gergely Bp. Honvéd                                     | 14,20                            |
| 400 m gát               | Molnár Balázs Alba Regia AK                                             | 52,29    | Agócs Zsolt KSI                                                      | 52,99                            | Ecsedi Gergő ASE                                               | 53,17                            |
| 3000 m akadály          | Minczér Albert VEDAC                                                    | 8:55,52  | Tóth László Pécsi FK                                                 | 9:07,19                          | Ott Balázs Pécsi FK                                            | 9:16,15                          |
| 4 × 100 m               | Németh Gergely Németh Roland Jeleni Csaba Pásztor Gábor Ferencvárosi TC | 40,90    | Oláh Gábor Palágyi Gergely Maroshévizi Gergely Pauer Géza Bp. Honvéd | 41,66                            | Vén Ferenc Kubus György Nagy Imre Resán Gergely NYVSC-Nyírsuli | 41,91                            |
| 4 × 400 m               | Doma Csaba Bartha László Kállay Dániel Takács Dávid VEDAC               | 3:13,72  | Papp Attila Koroknai Tibor Szabó János Kazi Tamás Debreceni SC-SI    | 3:16,12                          | Kámán Bálint Gózon Tamás Egeresy Tamás Kolossváry István TFSE  | 3:17,56                          |
| magasugrás              | Harsányi Olivér Debreceni SC-SI                                         | 2,16 m   | Pál Robin MISI SC                                                    | 2,14 m                           | Csicsely Dávid TFSE                                            | 2,11 m                           |
| rúdugrás                | Skoumál Péter Debreceni SC-SI                                           | 4,90 m   | Szekeres Zsolt Bp. Honvéd                                            | 4,80 m                           | Váczi János Zalaegerszegi AC                                   | 4,80 m                           |
| távolugrás              | Ecseki Dániel Szolnoki MÁV                                              | 7,56 m   | Bánhidi Bence TFSE                                                   | 7,33 m                           | Dömötör Balázs KSI                                             | 7,18 m                           |
| hármasugrás             | Fejős Bence Ferencvárosi TC                                             | 15,27 m  | Szebeni Ádám Dunakeszi VSE                                           | 14,86 m                          | Ungvári Péter KSI                                              | 14,85 m                          |
| súlylökés               | Kürthy Lajos Mohácsi TE                                                 | 19,56 m  | Csák Dáriusz Pécsi VSK                                               | 16,40 m                          | Varga Zsolt Pécsi VSK                                          | 16,13 m                          |
| diszkoszvetés           | Kővágó Zoltán Bp. Honvéd                                                | 62,73 m  | Savanyú Péter Omega AC                                               | 50,96 m                          | Máriássy Ádám Bp. Honvéd                                       | 50,37 m                          |
| kalapácsvetés           | Pars Krisztián Dobó SE                                                  | 79,95 m  | Hudi Ákos VEDAC                                                      | 70,25 m                          | Németh Kristóf Dobó SE                                         | 70,22 m                          |
| gerelyhajítás           | Olteán Csongor ASE                                                      | 80,01 m  | Patkó Dániel Szolnoki MÁV                                            | 71,90 m                          | Török Krisztián Ferencvárosi TC                                | 71,46 m                          |
| tízpróba                | Szabó Attila Debreceni SC-SI                                            | 7699     | Kovács Norbert TFSE                                                  | 6823                             | Papp Attila Debreceni SC-SI                                    | 6650                             |
| félmaraton              | Bene Barnabás Pécsi FK                                                  | 1:07:00  | Minczér Albert VEDAC                                                 | 1:07:14                          | Berecz Lajos Mezőtúri SSE                                      | 1:07:22                          |
| félmaraton csapat       | Berecz Lajos Bogos Tamás Kedves Roland Mezőtúri SSE                     | 3:28:46  | Minczér Albert Ádók Roland Kis Áron VEDAC                            | 3:28:50                          | Bene Barnabás Ott Balázs Somogyi Norbert Pécsi FK              | 3:29:06                          |
| maraton                 | Tóth Tamás Micro SC                                                     | 2:26:17  | Szabó Gábor TFSE                                                     | 2:30:03                          | Juhász András MISI SC                                          | 2:30:25                          |
| maraton csapat          | Rezessy Gergely Szabó Imre Kustos Szabolcs Vasas                        | 7:34:21  | Tóth Tamás Pész Attila András Szemerédi András Micro SC              | 8:10:54                          | Juhász András Olasz László Harsányi Zsolt MISI SC              | 8:13:51                          |
| mezeifutás 6 km         | Minczér Albert VEDAC                                                    | 18:31    | Kovács Ádám MISI SC                                                  | 18:35                            | Csillag Balázs AC Szekszárd                                    | 18:53                            |
| mezeifutás 12 km        | Koszár Zsolt VOSSEN-Szentgotthárd                                       | 37:24    | Szabó Imre Vasas                                                     | 37:36                            | Berecz Lajos Mezőtúri SSE                                      | 37:44                            |
| mezeifutás 6 km csapat  | Minczér Albert Takács Dávid Búcsú Dénes VEDAC                           | 16       | Kovács Ádám Juhász András Horváth Béla MISI SC                       | 22                               | Tóth László Pozsgay Miklós Somogyi Norbert Pécsi FK            | 29                               |
| mezeifutás 12 km csapat | Szabó Imre Rezessy Gergely Kustos Szabolcs Vasas                        | 11       | Berecz Lajos Bogos Tamás Kedves Roland Mezőtúri SSE                  | 22                               | Zatykó Miklós Soltész Roland Szederkényi Máté Vasas            | 27                               |
| 20 km gyaloglás         | Helebrandt Máté NYVSC-Nyírsuli                                          | 1:28:12  | Dudás Gyula MISI SC                                                  | 1:29:15                          | Tubak Róbert Szegedi VSE                                       | 1:29:21                          |
| 20 km gyaloglás csapat  | Tubak Róbert Lengyel Gábor Fábián András Szegedi VSE                    | 5:03:16  | Novák László Balázs Sándor Csaba István Bp. Honvéd                   | 5:06:40                          | Rácz Sándor Koléner Tibor Mészáros Benjamin Békéscsabai AC     | 5:08:07                          |
| 50 km gyaloglás         | Czukor Zoltán KBSK                                                      | 4:10:35  | Tubak Róbert SZVSE                                                   | 4:18:32                          | Dudás Gyula MISI SC                                            | 4:29:36                          |
| 50 km gyaloglás csapat  | Novák László Balázs Sándor Koltai Dávid Bp. Honvéd                      |          | több értékelhető csapat nem volt                                     | több értékelhető csapat nem volt | több értékelhető csapat nem volt                               | több értékelhető csapat nem volt |

### Nők
| Versenyszám              | Arany                                                                | Arany    | Ezüst                                                                   | Ezüst    | Bronz                                                                         | Bronz    |
| ------------------------ | -------------------------------------------------------------------- | -------- | ----------------------------------------------------------------------- | -------- | ----------------------------------------------------------------------------- | -------- |
| 100 m                    | Nguyen Anasztázia Bp. Honvéd                                         | 11,97    | Rózsa Zsófia BEAC                                                       | 12,12    | Komiszár Kriszta Gödöllői EAC                                                 | 12,14    |
| 200 m                    | Petráhn Barbara Szolnoki MÁV                                         | 24,51    | Komiszár Kriszta Gödöllői EAC                                           | 24,78    | Varga Bianka Bp. Honvéd                                                       | 24,94    |
| 400 m                    | Varga Bianka Bp. Honvéd                                              | 53,38    | Petráhn Barbara Szolnoki MÁV                                            | 53,56    | Loránd Lilla VEDAC                                                            | 55,52    |
| 800 m                    | Gyürkés Viktória Ikarus BSE                                          | 2:07,59  | Aradi Bernadett Debreceni SC-SI                                         | 2:10,12  | Kenesei Zsanett BEAC                                                          | 2:11,77  |
| 1500 m                   | Papp Krisztina Újpesti TE                                            | 4:16,25  | Gyürkés Viktória Ikarus BSE                                             | 4:24,03  | Erdélyi Zsófia Gödöllői EAC                                                   | 4:24,82  |
| 5000 m                   | Erdélyi Zsófia Gödöllői EAC                                          | 16:51,79 | Szederkényi-Takács Andrea Vasas                                         | 16:59,72 | Kovács Ida VEDAC                                                              | 17:23,56 |
| 10 000 m                 | Kácser Zita Pécsi FK                                                 | 36:03,38 | Molnár Barbara MAC-Népstadion                                           | 36:06,35 | Kovács Ida VEDAC                                                              | 36:09,99 |
| 100 m gát                | Juhász Fanni Zalaegerszegi AC                                        | 13,59    | Kerekes Gréta Debreceni SC-SI                                           | 14,42    | Pálfi Brigitta VEDAC                                                          | 14,45    |
| 400 m gát                | Farsang Evelin VEDAC                                                 | 1:00,70  | Zircher Kitti Pécsi VSK                                                 | 1:01,05  | Vincze Dorina KSI                                                             | 1:02,64  |
| 3000 m akadály           | Tóth Lívia VEDAC                                                     | 9:55,04  | Molnár Barbara MAC-Népstadion                                           | 10:25,89 | Kácser Zita Pécsi FK                                                          | 10:44,66 |
| 4 × 100 m                | Bartha Zsóka Varga Bianka Bobcsek Emese Nguyen Anasztázia Bp. Honvéd | 45,88    | Nyusa Viktória Frey Virág Listár Nikolett Turcsik Katalin Alba Regia AK | 46,62    | Maincz Anita Farkas Bernadett Domiter Eszter Juhász Fanni Zalaegerszegi AC    | 47,56    |
| 4 × 400 m                | Bartha Zsóka Bobcsek Emese Novák Fruzsina Varga Bianka Bp. Honvéd    | 3:47,10  | Turcsik Katalin Babos Rita Frey Virág Listár Nikolett Alba Regia AK     | 3:56,45  | Farkas Bernadett Molnár Renáta Némethy Zsófia Domiter Eszter Zalaegerszegi AC | 3:56,88  |
| magasugrás               | Szabó Barbara Újpesti TE                                             | 1,81 m   | Babos Rita Alba Regia AK                                                | 1,81 m   | Bihari Patricia Maritszigeti AC                                               | 1,79 m   |
| rúdugrás                 | Erős Enikő Ferencvárosi TC                                           | 4,10 m   | Horváth Felicia Bp. Honvéd                                              | 3,75 m   | Szabó Diána Bp. Honvéd                                                        | 3,55 m   |
| távolugrás               | Ajkler Zita Vasas                                                    | 6,16 m   | Babos Rita Alba Regia AK                                                | 6,04 m   | Stajerné Deák Katalin Ferencvárosi TC                                         | 5,96 m   |
| hármasugrás              | Babos Rita Alba Regia AK                                             | 13,39 m  | Stajerné Deák Katalin Ferencvárosi TC                                   | 13,11 m  | Ajkler Zita Vasas                                                             | 12,95 m  |
| súlylökés                | Márton Anita Békéscsabai AC                                          | 16,42 m  | Lukóczki Nárcisz Békéscsabai AC                                         | 13,94 m  | Divós Katalin Dobó SE                                                         | 13,52 m  |
| diszkoszvetés            | Márton Anita Békéscsabai AC                                          | 52,90 m  | Császár Katalin Haladás VSE                                             | 48,93 m  | Ozorai Jenny Dobó SE                                                          | 47,95 m  |
| kalapácsvetés            | Orbán Éva VEDAC                                                      | 68,77 m  | Ozorai Jenny Dobó SE                                                    | 62,88 m  | Divós Katalin Dobó SE                                                         | 62,36 m  |
| gerelyhajítás            | Szabó Nikolett Ferencvárosi TC                                       | 56,30 m  | Nagy Xénia Debreceni SC-SI                                              | 51,75 m  | Juhász Vanda Ferencvárosi TC                                                  | 48,70 m  |
| hétpróba                 | Babos Rita Alba Regia AK                                             | 5099     | Asszonyi Evelin Egri SSE                                                | 4960     | Toldy Laura Kecskeméti ARC                                                    | 4701     |
| félmaraton               | Nagy Mónika VEDAC                                                    | 1:19:16  | Molnár Barbara MAC-Népstadion                                           | 1:19:37  | Földingné Nagy Judit Győri Dózsa                                              | 1:19:53  |
| félmaraton csapat        | Nagy Mónika Kovács Ida Badis Anissa VEDAC                            | 4:04:13  | Szederkényi-Takács Andrea Gyurkó Fanni Mizsér Fruzsina Vasas            | 4:09:36  | Kácser Zita Bátai Réka Récsei Petra Pécsi FK                                  | 4:19:33  |
| maraton                  | Szederkényi-Takács Andrea Vasas                                      | 2:44:32  | Földingné Nagy Judit Győri Dózsa                                        | 2:46:51  | Bátai Réka Pécsi FK                                                           | 2:51:34  |
| maraton csapat           | Szederkényi-Takács Andrea Pettko-Szandtner Judit Garai Valéria Vasas | 9:13:08  | Torma Anett Fertály Zita Czibók Ágnes Bp. Honvéd                        | 9:59:15  | Káposznyák Valéria Aba Judit Berkes Katalin Margitszigeti AC                  | 10:19:22 |
| mezeifutás 5,5 km        | Papp Krisztina Újpesti TE                                            | 18:48    | Szederkényi-Takács Andrea Vasas                                         | 19:19    | Tóth Lívia VEDAC                                                              | 19:26    |
| mezeifutás 5,5 km csapat | Tóth Lívia Kovács Zsófia Badis Anissa VEDAC                          | 14       | Szederkényi-Takács Andrea Gyurkó Fanni Mizsér Fruzsina Vasas            | 20       | Nagy Mónika Kovács Ida Auerbach Szilvia VEDAC                                 | 42       |
| 20 km gyaloglás          | Madarász Viktória Békéscsabai AC                                     | 1:40:35  | Kernács Krisztina Bp. Honvéd                                            | 1:42:00  | Varró Katalin MISI SC                                                         | 1:42:22  |
| 20 km gyaloglás csapat   | Kernács Krisztina Torma Anett Nemere Dóra Bp. Honvéd                 | 5:25:12  | Fertály Zita Mészáros Anita Tóth Andrea Bp. Honvéd                      | 5:53:08  | Medgyesi Nóra Kukucska Zita Troják Anett Hunyadi DSE                          | 6:33:41  |

## Téli dobóbajnokság
Férfiak
| Versenyszám   | Arany                     | Arany   | Ezüst                    | Ezüst   | Bronz                    | Bronz   |
| ------------- | ------------------------- | ------- | ------------------------ | ------- | ------------------------ | ------- |
| diszkoszvetés | Gulyás Norbert Bp. Honvéd | 50,06 m | Páli Viktor VEDAC        | 48,90 m | Csák Dáriusz Pécsi VSK   | 48,77 m |
| kalapácsvetés | Pars Krisztián Dobó SE    | 77,27 m | Hudi Ákos VEDAC          | 67,38 m | Németh Kristóf Dobó SE   | 67,07 m |
| gerelyhajítás | Patkó Dániel Szolnoki MÁV | 72,10 m | Hernádi Gábor Bp. Honvéd | 66,98 m | Hernádi Tamás Bp. Honvéd | 60,11 m |

Nők
| Versenyszám   | Arany                       | Arany   | Ezüst                  | Ezüst   | Bronz                       | Bronz   |
| ------------- | --------------------------- | ------- | ---------------------- | ------- | --------------------------- | ------- |
| diszkoszvetés | Márton Anita Békéscsabai AC | 47,70 m | Dívós Katalin Dobó SE  | 46,78 m | Császár Katalin Haladás VSE | 45,84 m |
| kalapácsvetés | Divós Katalin Dobó SE       | 60,83 m | Ozorai Jenny Dobó SE   | 57,76 m | Németh Eszter Dobó SE       | 55,10 m |
| gerelyhajítás | Koczka Anikó BEAC           | 49,65 m | Ormay Anikó Bp. Honvéd | 44,13 m | Márkus Éva Nyíregyházi VSC  | 43,98 m |